# Pericyma viridifusca
Pericyma viridifusca är en fjärilsart som beskrevs av Embrik Strand 1917. Pericyma viridifusca ingår i släktet Pericyma och familjen nattflyn. Inga underarter finns listade i Catalogue of Life.